# Corrupião-dos-pomares
Corrupião-dos-pomares ou corrupião-castanho (Icterus spurius) é a espécie mais pequena de icterídeo. A subespécie da costa das Caraíbas do México, I. s. fuertesi, é por vezes considerada uma espécie separada.
O corrupião-dos-pomares é uma ave pequena com um comprimento de 15 a 18 centímetros, um peso de 16 a 28 gramas e uma envergadura de 25 centímetros. Os machos adultos têm a parte inferior castanha ou ocre, enquanto as fêmeas adultas e os jovens têm a parte superior verde-azeitona e o peito e a barriga amarelados. Habitam áreas semiabertas com árvores de folha caduca no leste da América do Norte, no sul de Tamaulipas e em Veracruz. A sua área de distribuição invernal estende-se desde o centro de Sinaloa e sul de Veracruz até ao norte da Colômbia e noroeste da Venezuela.
Os corrupiões-dos-pomares preferem viver perto de lagos e riachos, nidificando em bolsas firmemente tecidas presas a ramos horizontais de árvores. São migradores noturnos e alimentam-se de insectos, aranhas, frutos, néctar e sementes, consoante a estação do ano. Durante o voo, geralmente aproximam-se do solo e voam ao nível das copas das árvores ou abaixo delas. As exibições de cortejo incluem vénias, balanços e pedidos de esmola. O nome da espécie "spurius" refere-se à sua identificação incorreta original como corrupião-de-baltimore fêmeas, e são por vezes confundidos com toutinegras do Novo Mundo.

## Descrição
Medidas:
- Comprimento: 15-18 centímetros
- Peso: 16-28 gramas
- Envergadura: 25 centímetros

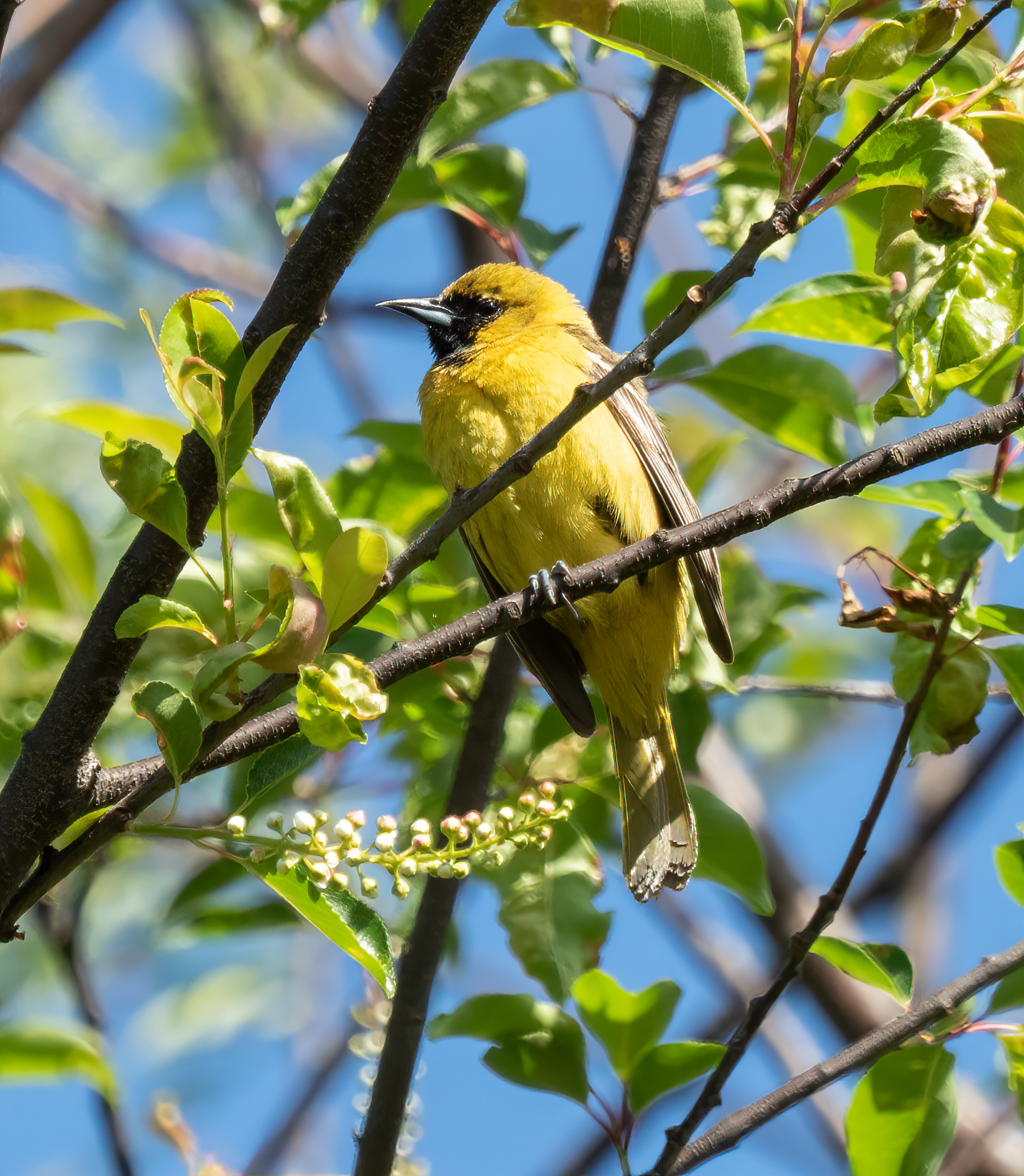
Macho de primeiro ano na cidade de Nova York

O bico é pontiagudo e preto com algum cinzento-azulado na base da mandíbula inferior. O macho adulto da subespécie designada apresenta uma coloração castanha na parte inferior do corpo, no ombro e na garupa, sendo o resto da plumagem preta. Na subespécie I. s. fuertesi, o castanho é substituído por ocre. A fêmea adulta e o jovem de ambas as subespécies têm cor verde-azeitona nas partes superiores e amarelada no peito e na barriga. Todos os adultos têm bicos pontiagudos e barras brancas nas asas. Os corrupiões-dos-pomares são considerados adultos a partir do seu segundo ano de vida.Os machos com um ano de idade são amarelo-esverdeados com um babete preto.

## Habitat e alcance
O habitat de reprodução são zonas semiabertas com árvores de folha caduca. O I. s. spurius reproduz-se na primavera em todo o leste da América do Norte, desde perto da fronteira entre o Canadá e os Estados Unidos até ao México central. Um estudo de 2009 também encontrou nidificação na floresta espinhosa da Baixa Califórnia do Sul e na costa de Sinaloa durante a "monção" de verão. Pensava-se anteriormente que esta região era apenas uma paragem migratória. O I. s. fuertesi reproduz-se desde o sul de Tamaulipas até Veracruz. Existe um registo de um espécime de fuertesi do condado de Cameron, Texas. Estas aves preferem viver em árvores sombreadas dentro de parques ao longo de lagos e riachos. O ninho é uma bolsa de tecido apertado presa a uma forquilha num ramo horizontal. Os seus ninhos tendem a ficar próximos uns dos outros.
A área de distribuição invernal da subespécie designada estende-se desde as planícies costeiras do centro de Sinaloa e do sul de Veracruz até ao norte da Colômbia e noroeste da Venezuela. A subespécie ocre foi observada durante o inverno na encosta do Pacífico do México.
Os corrupiões-dos-pomares partem dos seus habitats de inverno em março e abril e chegam aos seus habitats de reprodução entre o final de abril e o final de maio. Normalmente, deixam os seus territórios de reprodução no final de julho e início de agosto e chegam aos seus territórios de inverno em meados de agosto. Estas aves são migradoras nocturnas.

## Dieta
Durante a época de reprodução, comem insectos e aranhas. Quando a estação muda, a sua alimentação inclui também frutos maduros, que passam rapidamente pelo seu tubo digestivo. Durante o inverno, a sua alimentação é constituída por frutos, néctar, insectos e sementes.

## Comportamento
Quando em voo, os corrupiões-dos-pomares aproximam-se geralmente do solo e voam ao nível das copas das árvores ou abaixo delas.
Durante o cortejo, as fêmeas exibem-se de três formas. A primeira consiste em inclinar a cabeça e o tronco na direção do macho. A segunda forma de cortejo, o balançar das asas, consiste em alternar repetidamente o baixar e o levantar da cabeça e da cauda. A terceira manifestação é o mendigar, que consiste num bater rápido das asas até meio da sua extensão, seguido de um assobio agudo.

## Etimologia
O nome específico spurius refere-se à identificação original incorrecta do macho como uma fêmea de corrupião-de-baltimore. Estas aves são por vezes erradamente identificadas como toutinegras do Novo Mundo.